# William Carson (Schiff)
Die William Carson war ein 1955 in Dienst gestelltes Fährschiff der Canadian National Railway und bei ihrer Ablieferung eines der größten in Kanada gebauten Schiffe. Die im Verlauf ihrer 22 Jahre langen Laufbahn auf verschiedenen Strecken eingesetzte Fähre sank am 3. Juni 1977 nach der Kollision mit einem kleinen Eisberg vor der Küste Labradors.

## Geschichte
Die William Carson entstand als bis dahin größter Neubau der Canadian National Railway unter der Baunummer 254 in der Werft von Canadian Vickers in Montreal und lief am 26. November 1953 vom Stapel. Im August 1955 wurde das neue Flaggschiff in Dienst gestellt. Die William Carson bediente zunächst die Strecke von North Sydney nach Argentia bei Placentia. Seit 1958 lief das Schiff stattdessen Channel-Port aux Basques an, nachdem dort eine für die Fähre ausreichend große Anlegestelle errichtet worden war. Die nach einem regional bekannten Politiker des 19. Jahrhunderts benannte William Carson war das erste Schiff in Neufundland, das Passagiere und Autos befördern konnte.
1976 wechselte die William Carson die Strecke und war fortan zwischen Lewisporte und Happy Valley-Goose Bay im Einsatz. Dort verblieb das Schiff für den Rest seiner Laufbahn.
In der Nacht des 2. Juni 1977 kollidierte die William Carson während einer Überfahrt etwa 12 Seemeilen vor der Fischerstation Battle Harbour an der Küste Labradors mit einem kleinen Eisberg. Obwohl das Schiff einen eisbrechenden Rumpf besaß, sank es in den frühen Morgenstunden des 3. Juni. Alle 129 Passagiere und 29 Besatzungsmitglieder konnten unverletzt von Bord gebracht werden. Eisbrecher der kanadischen Küstenwache und Hubschrauber der Royal Canadian Air Force brachten die Geretteten an Land.
Zeitgenössische Zeitungsartikel legten nahe, dass möglicherweise menschliches Versagen der wahre Grund für den Untergang der William Carson sei. So wurde eine im Dezember 1976 durchgeführte Modernisierung des Schiffes im Trockendock mit dem Untergang in Verbindung gebracht. Eisberge hätte es demnach in der Unglücksnacht gar nicht gegeben.